# サメハダホシムシ科
サメハダホシムシ科（サメハダホシムシか、Phascolosomatidae）は星口動物門サメハダホシムシ綱の科。3属からなり、サメハダホシムシ目の唯一の科である。
サメハダホシムシ綱は触手が口の背側のみにあり、口を囲まないことが特徴。この綱にはサメハダホシムシ目のほかにタテホシムシ目（タテホシムシ科1科のみ）が含まれるが、タテホシムシ類は体幹部に体表の一部が硬くなった盾状部を持ち、サメハダホシムシ類は持たないことで区別できる。

## 構成種
属の特徴は西川による。学名と分類体系はWorld Register of Marine Speciesに従い、有効名とされるもののみを挙げた。
なお、2012年に発表された分子系統学に基づく分類体系では、以下の3属のうちアンチラサメハダホシムシ属を独立の新科Antillesomatidaeに昇格させ、本科にはイトクズホシムシ属とサメハダホシムシ属の2属のみを含めている。

### アンチラサメハダホシムシ属
アンチラサメハダホシムシ属Antillesoma (Stephen & Edmonds, 1972)は、陥入吻表面に鉤を持たないこと、体腔内で食道に沿って伸びる管（収縮管）に柔毛が生えることで、他の属と区別できる。
- Antillesoma antillarum (Grube, 1858) - アンチラサメハダホシムシ

### イトクズホシムシ属
イトクズホシムシ属Apionsoma Sluiter, 1902は、アンチラサメハダホシムシ属とは違って吻に鉤を持つこと、収縮管に柔毛がないことに加えて、体壁の縦筋が分離しないことで他の属と区別できる。Apiosoma Sluiter, 1902とEdmondsius (Gibbs & Cutler, 1987)の2亜属に分類される。Edmondsiusは、後述するサメハダホシムシ属の亜属とされることもある。
- Apionsoma (Apionsoma) misakianum (Ikeda, 1904) - ミサキフクロホシムシ
- Apionsoma (Apionsoma) murinae (Cutler, 1969)
  - Apionsoma (Apionsoma) murinae bilobatae (Cutler, 1969)
  - Apionsoma (Apionsoma) murinae murinae (Cutler, 1969)
- Apionsoma (Apionsoma) trichocephalus Sluiter, 1902 - イトクズホシムシ
- Apionsoma (Edmondsius) pectinatum (Keferstein, 1867)

### サメハダホシムシ属
サメハダホシムシ属Phascolosoma Leuckart, 1828は、イトクズホシムシ属と同じく吻に鉤を持ち、収縮管に柔毛を持たない。イトクズホシムシ属との違いは、縦筋が分離することである。Fisherana (Stephen, 1965)とサメハダホシムシ亜属Phascolosoma Leuckart, 1828の2亜属に分類される。
- Phascolosoma (Fisherana) capitatum (Gerould, 1913)
- Phascolosoma (Fisherana) lobostomum Fischer, 1894
- Phascolosoma (Phascolosoma) agassizii Keferstein, 1866 - ヤマトサメハダホシムシ
  - Phascolosoma (Phascolosoma) agassizii agassizii Keferstein, 1866
  - Phascolosoma (Phascolosoma) agassizii kurilense (Satô, 1937)
- Phascolosoma (Phascolosoma) albolineatum (Baird, 1868) - シロスジホシムシ
- Phascolosoma (Phascolosoma) annulatum (Hutton, 1879)
- Phascolosoma (Phascolosoma) arcuatum (J.E.Gray, 1828)
- Phascolosoma (Phascolosoma) glabrum (Sluiter, 1902)
- Phascolosoma (Phascolosoma) granulatum Leuckart, 1828
- Phascolosoma (Phascolosoma) maculatum (Sluiter, 1886)
- Phascolosoma (Phascolosoma) meteori (Hérubel, 1904)
- Phascolosoma (Phascolosoma) nigrescens (Keferstein, 1865) - ネッタイサメハダホシムシ
- Phascolosoma (Phascolosoma) noduliferum Stimpson, 1855
- Phascolosoma (Phascolosoma) pacificum Keferstein, 1866 - タイヘイサメハダホシムシ
- Phascolosoma (Phascolosoma) parvum Chen, 1963
- Phascolosoma (Phascolosoma) perlucens Baird, 1868 - マガリサメハダホシムシ
- Phascolosoma (Phascolosoma) saprophagicum Gibbs, 1987
- Phascolosoma (Phascolosoma) scolops (Selenka & de Man, 1883) - サメハダホシムシ
- Phascolosoma (Phascolosoma) sinense Chen, 1963
- Phascolosoma (Phascolosoma) stephensoni (Stephen, 1942)
- Phascolosoma (Phascolosoma) turnerae Rice, 1985

## 利用
食用や釣り餌用に利用されることがある。

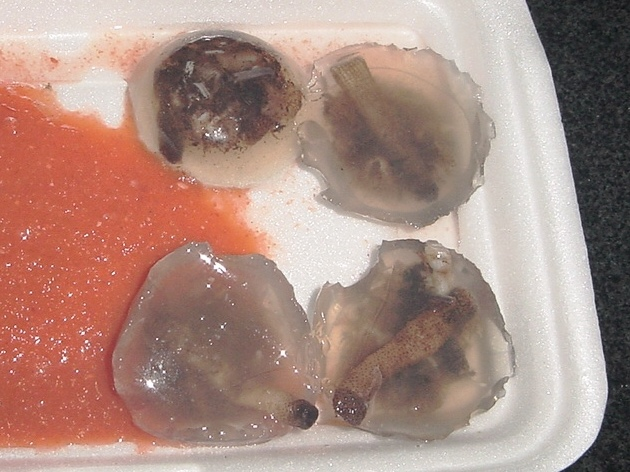
厦門の食堂の土筍凍

中国福建省の料理である土筍凍は、現地で「土筍」、「可口革嚢星虫」と呼ばれるサメハダホシムシ属のPhascolosoma esculentaを煮こごりにしてタレをかけたものである。「土筍」は蒸し物、粥の具などとしても食されており、浙江省などで養殖も行われている。